# Rázsó Gyula
Rázsó Gyula  (Miskolc, 1930. január 9. – Budapest, 2007. július 18. ?) hadtörténész.

## Tanulmányai
Az Eötvös Loránd Tudományegyetem (ELTE) történelem, angol és könyvtár szakát egyaránt elvégezte. 1952-től könyvtárosként dolgozott a Hadtörténeti Intézet és Múzeumban, majd 1957-től történészként. 1976-ban szerezte meg a történelemtudomány kandidátusa tudományos minősítést. 1988-tól az ELTE Bölcsészettudományi Kara címzetes egyetemi docensévé nevezték ki.

## Munkássága
A középkor hadművészetének, valamint általában a hadügy stratégiai kérdéseinek, továbbá a második világháború történetének elismert kutatója volt.
Elnöke volt a Magyar Tudományos Akadémia (MTA) Hadtörténész kutatócsoportjának, a Hadtudományi Társaság Hadtörténelmi Szakosztályának, a Honvédelmi Minisztérium (HM) tanácsadó testületének, valamint a tárca Oktatási Tudományos Tanácsának. Betöltötte a Magyar Hadtudományi Társaság és a Magyar Történelemtudományi Társaság alelnöki posztját is, valamint tagja volt az MTA Történelemtudományi Bizottságának.
A HM Hadtörténeti Intézet és Múzeum főigazgatói tisztségét 1990. augusztus 15-től 1993. november 30-ig töltötte be.

## Elismerései
- A Magyar Köztársasági Érdemrend tiszti keresztje (1992)

## Művei
Hat önálló kötete jelent meg, egyéb írásai huszonhat könyvben szerepeltek. Szaklapokban, folyóiratokban is publikált tanulmányokat, cikkeket.
Főbb munkái:
- A koreai hadsereg  (1959);
- Nagy hadvezérek  (1971);
- Dózsa György, az 1514-es parasztfelkelés vezére 1473 - 1514  (1972);
- A vezénylő fejedelem ( II. Rákóczi Ferenc, 1976);
- A lovagkor csatái  (1987);
- Velence és Magyarország az újjászületés idején 1973 (olaszul);
- Hunyadi Mátyás emlékkönyv (1990);
- A magyar feudális hadseregek fénykora (1984);
- A magyar tüzérség kialakulása és fejlődése (1992);
- Mátyás zsoldoshadseregének hadművészetéről (1990);
- Mohács. Tanulmányok a Mohácsi csata 450. évfordulója alkalmából (1986);
- Székesfehérvár hadászati jelentősége a török hódoltság korában (1977);
- Tanulmányok a biztonságpolitika történetéből (1991);
- 1066 Hastings. Anglia meghódítása (1966);
- Budától - Belgrádig. Bodeni Lajos két háborús esztendeje (1989);
- A debreceni Ideiglenes Nemzeti Kormány kísérlete egy új hadsereg megszervezésére 1945-ben (1993);
- Michele D' Aste báró naplója Buda 1686-os felszabadító ostromáról 1991 (fordítás);
- Az egyetemes és magyar hadművészet története 1-3 kötet (1959 - 1961);
- Die Feldzüge des Königs (Mátyás magyar király) Matthias Corvinus in Niederösterreich) 1973;
- La guerre d' indépendance de Rákóczi et l'Europe 1976;
- Hadszervezet és honvédelem István király korában 1988;
- Hadtörténelem Tankönyv a katonai főiskolák számára 1994.; Hadtörténelem. Tansegédlet a katonai főiskolák hallgatói számára (1989).